# Anisodes deremptaria
Anisodes deremptaria är en fjärilsart som beskrevs av Walker 1863. Anisodes deremptaria ingår i släktet Anisodes och familjen mätare. Inga underarter finns listade i Catalogue of Life.